# アリア-Air-
『アリア-Air-』は平原綾香の楽曲。

## 解説
アリア-Air-は平原綾香の楽曲で、この時、初めて中島みゆきが平原綾香に楽曲を提供した。

## レコーディング際の中島みゆきについて
2021年3月13日に放送されたMUSIC FAIRで平原綾香が
レコーディングをした日がみゆきさんの誕生日で、キラキラのバッグをプレゼントしたら、みゆきさんが「あたし、キラキラ大好きなの！もう、これもらったからあたし、もう帰る！」って言ってスキップして帰っちゃったんです。と語っている。